# Calophyllum streimannii
Calophyllum streimannii là một loài thực vật có hoa thuộc họ Clusiaceae.
Loài này chỉ có ở Papua New Guinea.